# Упряжка

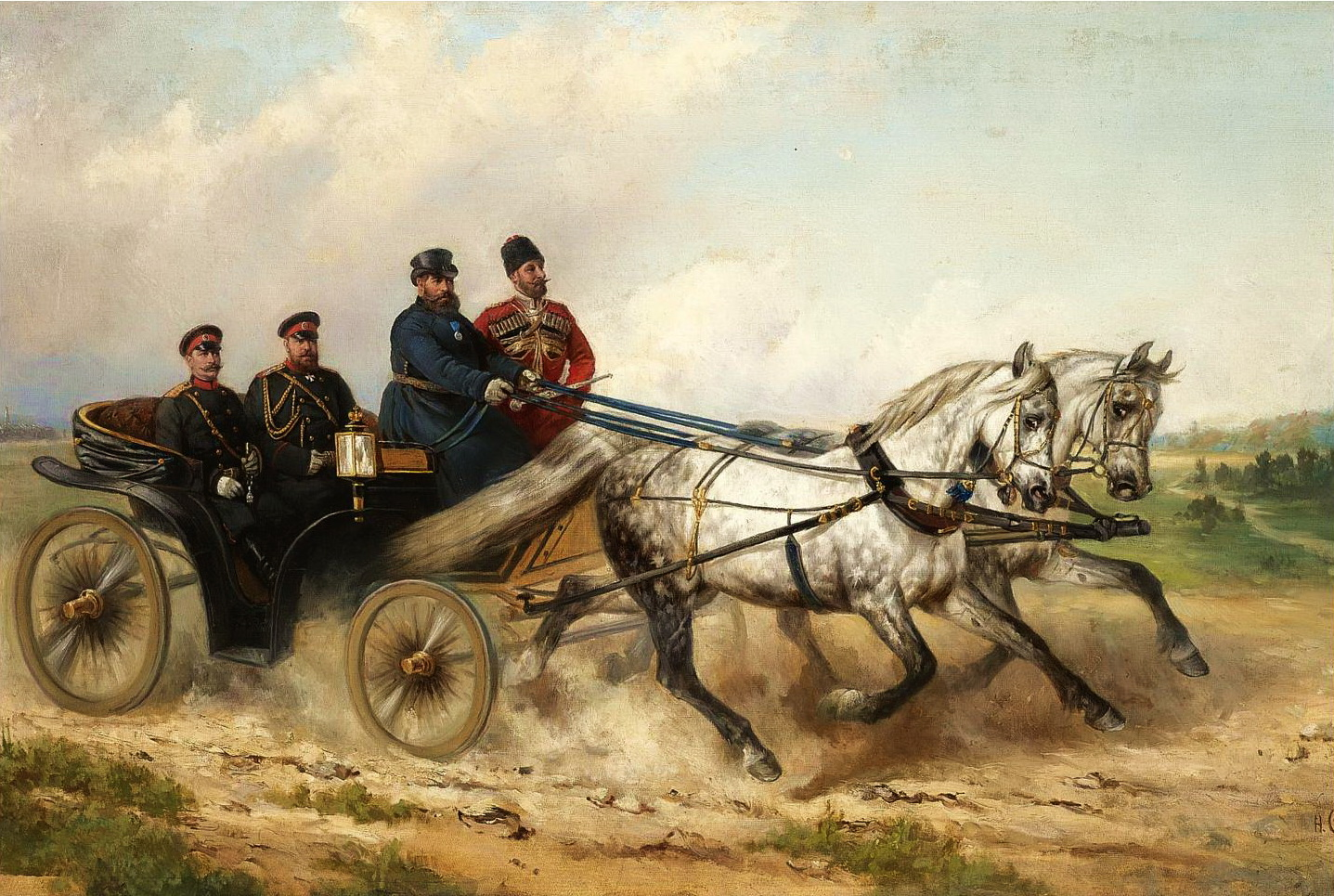
Упряжка орловских рысаков (Император Александр III в открытом ландо), картина Н. Е. Сверчкова.

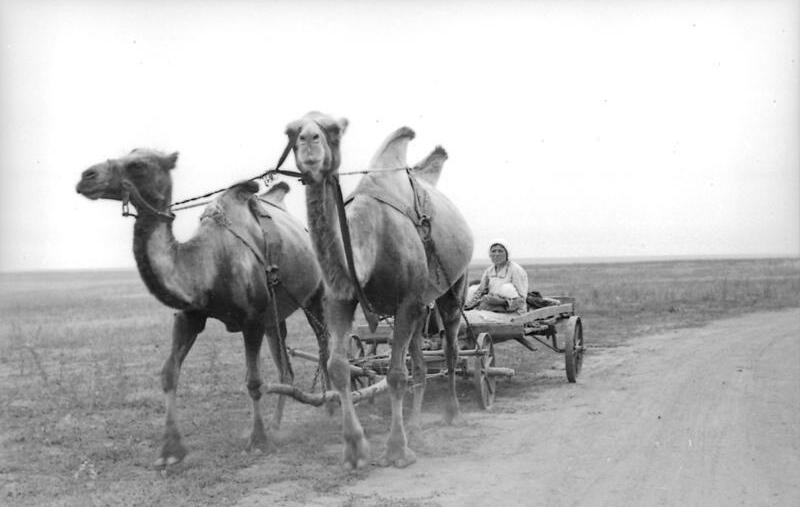
Телега, запряжённая двугорбыми верблюдами. Россия, 1942 год.

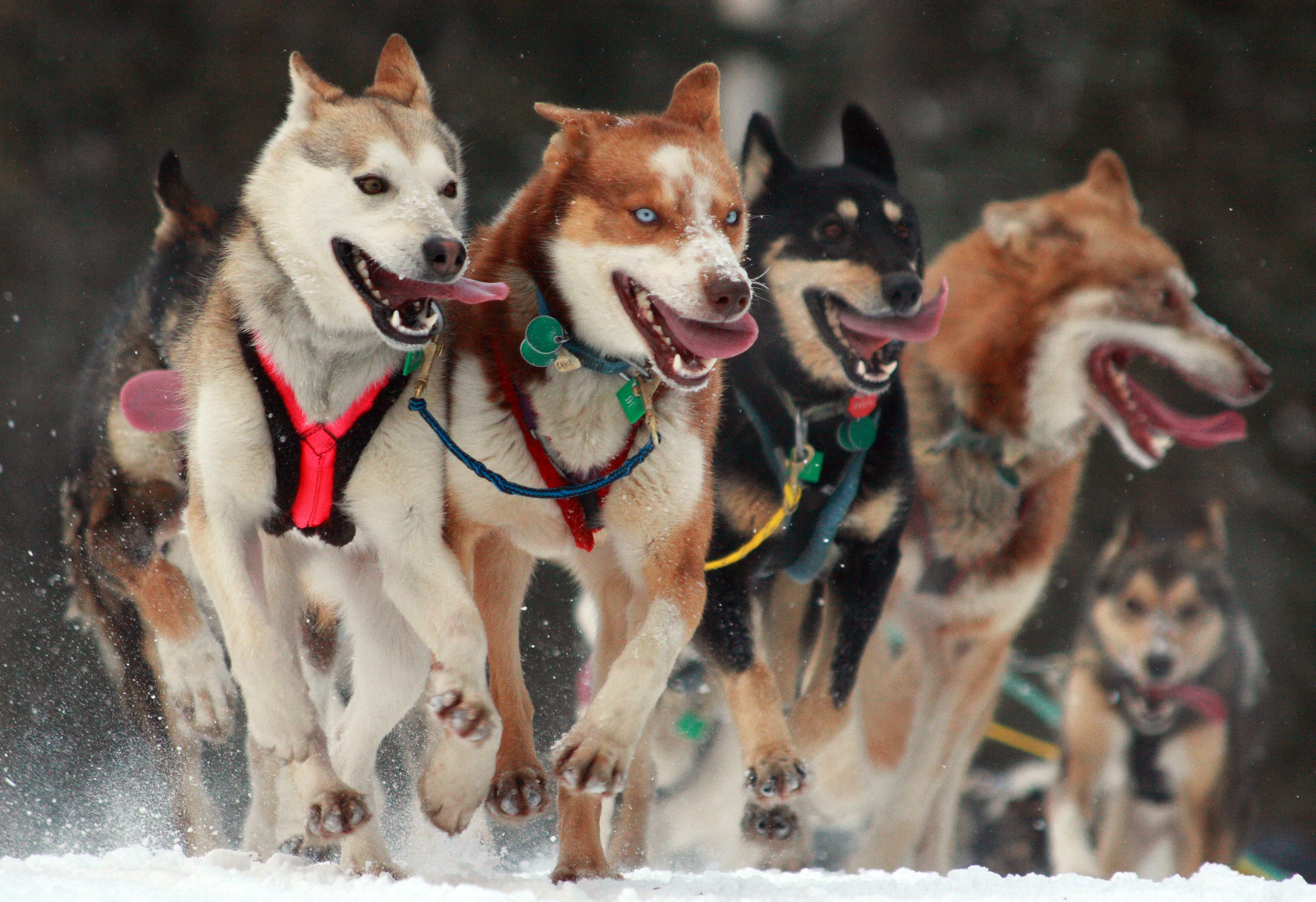
Собачья упряжка, Аляска

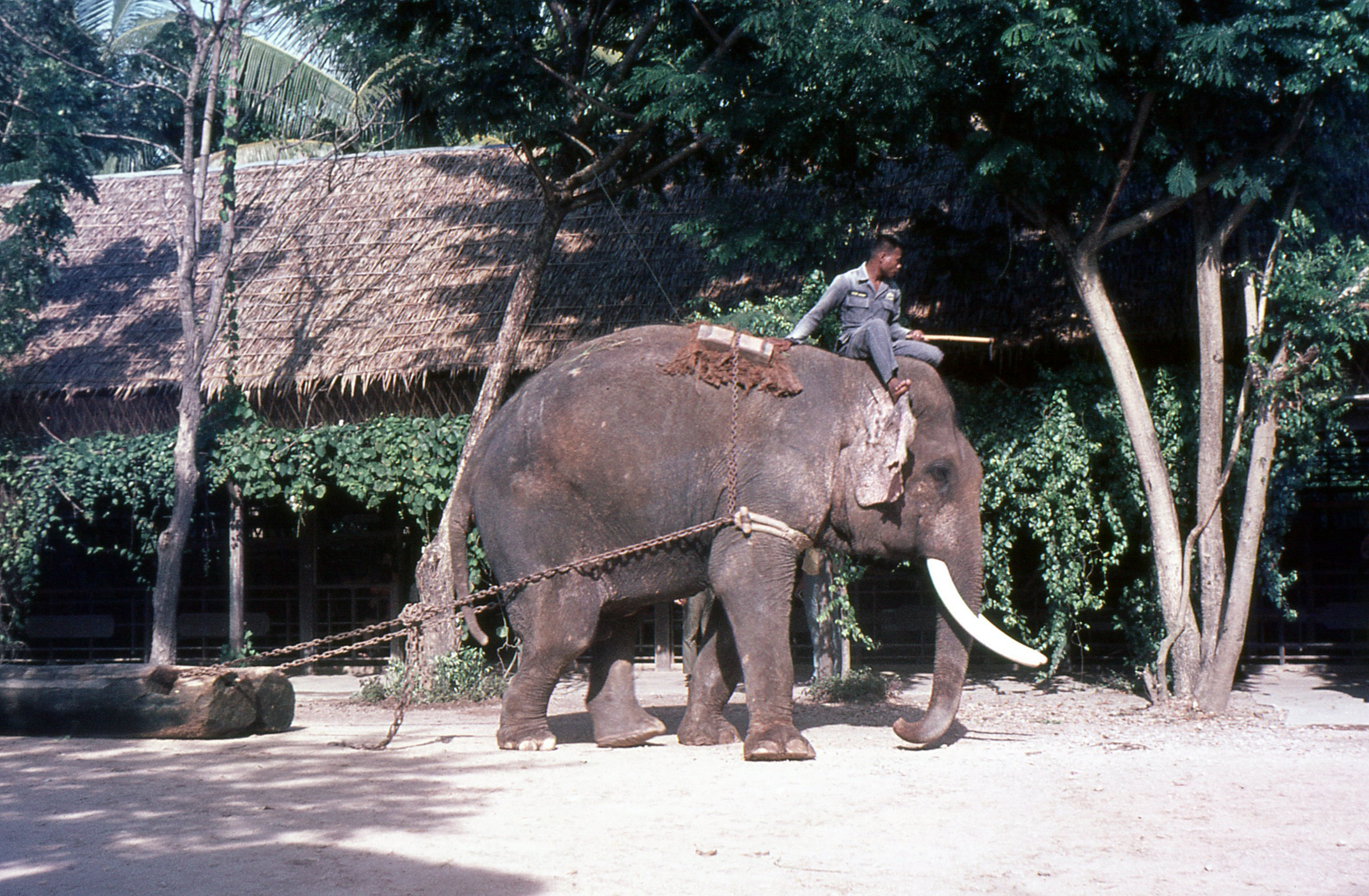
Вариант запряжки рабочего слона в Таиланде

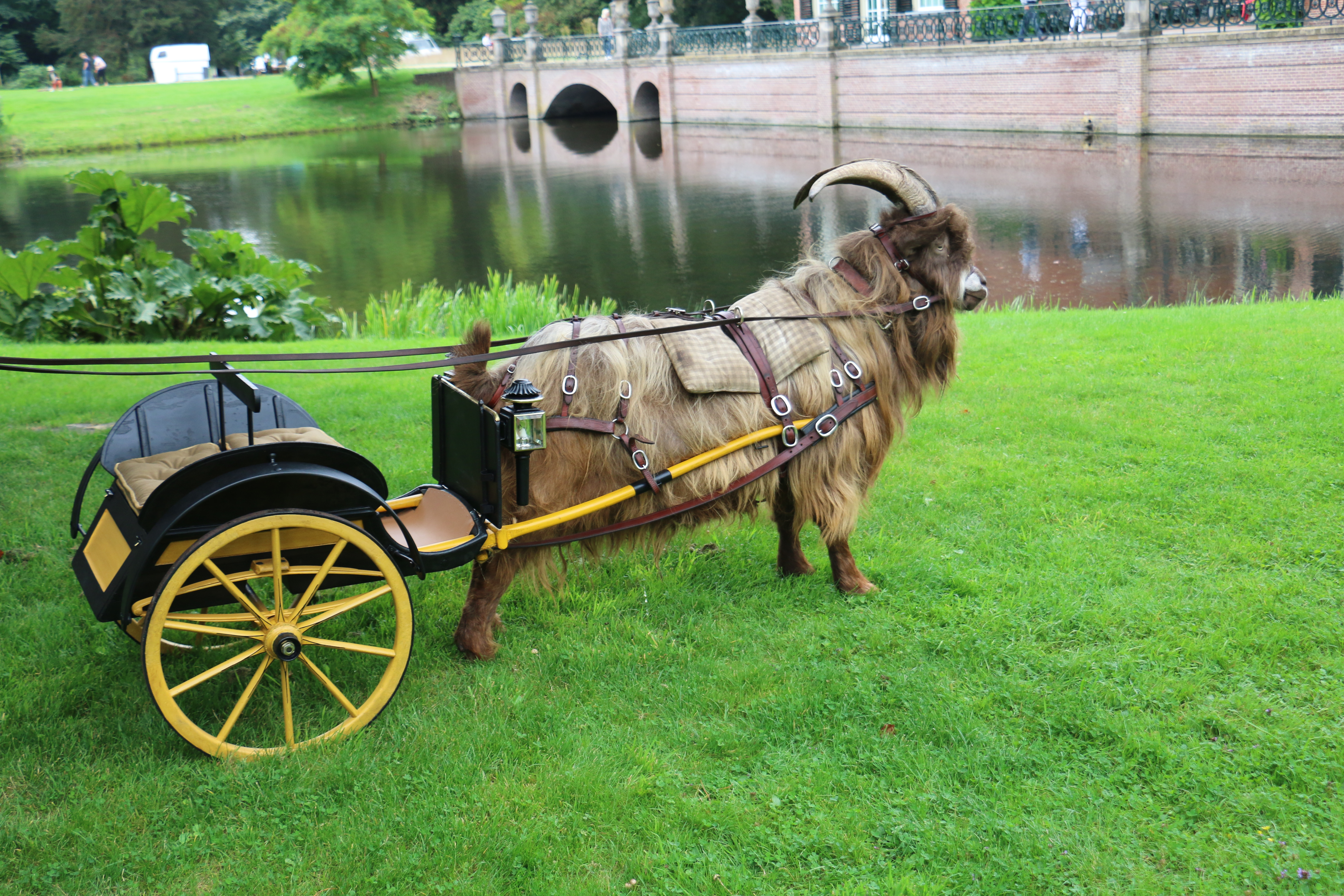
Запряжённая коза

Упря́жка (или запря́жка) — специальный термин, имеющий несколько значений:
- одна или более (пара, тройка, четверня́ (или четверик), шестерик) запряжённых вместе специально подобранных и съезженных лошадей[3] или других тягловых животных;
- способ запрягания лошади или другого тяглового животного в повозку или сани;
- готовая к поездке повозка, запряжённая лошадьми или ездовыми собаками[4];
- в горном деле, группа горнорабочих, работающих в одной смене на одном объекте[4];
- конская упряжь, как в выражении «богатая упряжка»[4];
- расстояние, которое можно проехать, не кормя и не меняя лошадей[4], 20 — 30 верст[3];
- пространство, полоса, сколько пашут не кормя и без отдыха на одной и той же лошади,[3] площадь, которую можно вспахать на одной лошади, не кормя её[4];
- срок, время, сколько лошадь ходит за один раз в сохе[3].

## Лошади
На Руси (в России) по употребленью лошади были:
- упряжна́я:
  - коренная или коренник — лошадь, запряжённая в оглобли или припряжённая к дышлу. Используются не только для тяги и поворота, но и для сдерживания повозки. В качестве коренников используют лошадей более рослых и массивных;
  - пристяжная (бокова́я лошадь)[5] — лошадь, расположенная рядом с коренником в паре, тройке или тачаночной запряжке. Припрягается с помощью постромков, тянет вперёд и участвует в поворачивании повозки;
  - ды́шельная — лошадь, в дышельной упряжке;
  - выносная (подседельная и подручная) — лошадь, припряжённая впереди коренника постромками и тянущая вперёд;
- верховая;
- вьючная[6].

## Разновидности запряжки
По назначению запряжки разделяются на транспортные, сельскохозяйственные и выездные.
В зависимости от состава используемой упряжи запряжки делят на:
- оглобельно-дуговую («русскую»);
- оглобельно-постромочную («английскую»);
- постромочно-дышловую;
- постромочную;
- комбинированную.

### Оглобельно-дуговая запряжка

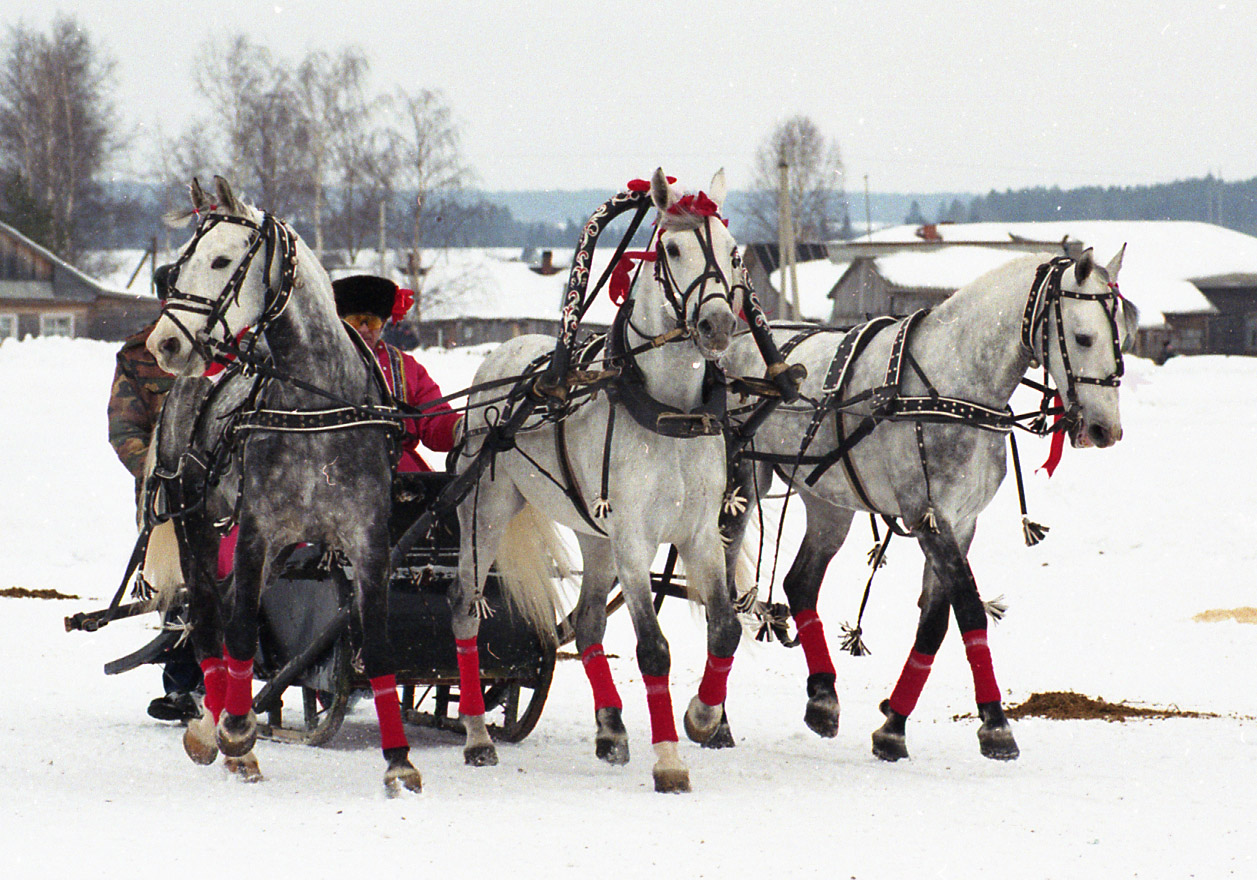
Тройка в оглобельно-дуговой запряжке

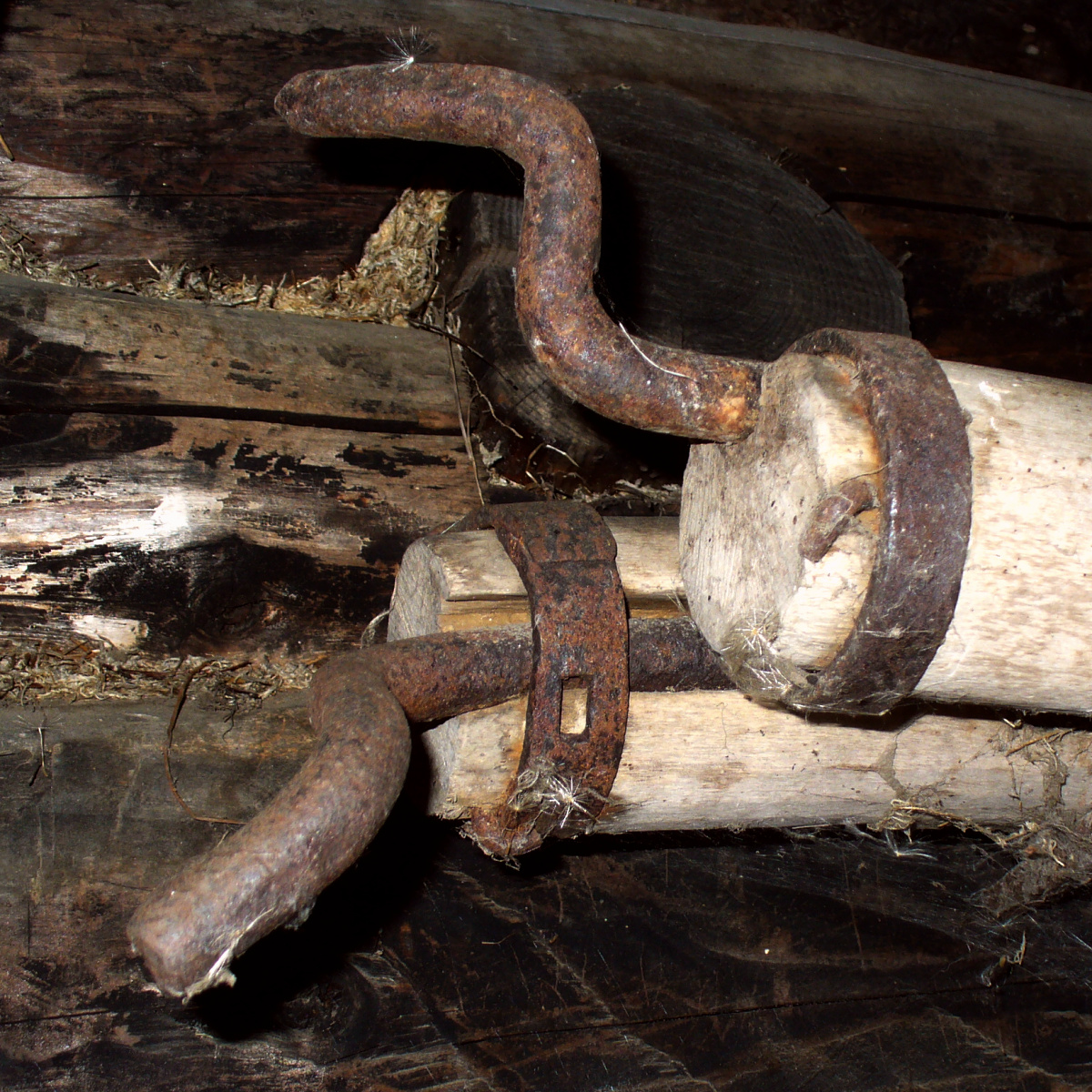
Концы оглобель, крепящиеся к саням. Витебская область

Оглобельно-дуговая (или русская) запряжка состоит из оглобель, дуги, уздечки, хомута, шлеи, седёлки, чересседельника, подбрюшника, вожжей.  Оглобли — пара прямых или слегка изогнутых жердей, надетых одним концом на ось повозки (или прикреплённых к саням), а другим концом, обычно, прикреплённых к дуге.  Дуга — изогнутая в виде дуги тугая деревянная палка (из лёгкой двевесины ветлы, прочной древесины вяза или др.), распирающая оглобли и прихваченная к хомуту гужами (кожаными ремнями в виде глухих петель); предназначена для отведения оглобель от лошади (иначе от рывков при трогании с места, от толчков из-за неровностей дороги, от растяжения ремней на коже лошади могут возникнуть потёртости). Оглобельно-дуговая запряжка бывает одиночная (для одной лошади), парная и троечная. При парной запряжке одна лошадь идёт в оглоблях, вторая — пристяжная «на отлёте». При троечной упряжке одна лошадь — коренная (средняя) — идёт в оглоблях под дугой, две других лошади — пристяжные (боковые) — прикрепляются постромками к вальку (короткому круглому бруску у передка повозки, предназначенному для прикрепления пристяжных лошадей постромками), в свою очередь присоединённому к ваге (поперечному бруску, предназначенному для распределения силы тяги между запряжёнными животными).

### Оглобельно-постромочная запряжка

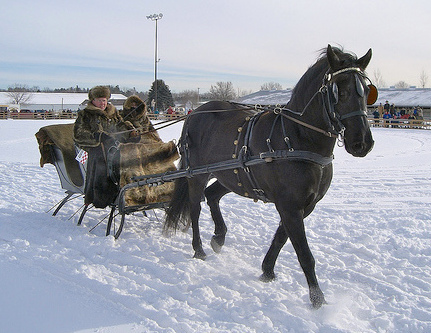
Оглобельно-постромочная запряжка с шоркой

Оглобельно-постромочная (или английская) одиночная (для одной лошади) запряжка состоит из оглобель, постромков, уздечки, хомута, седёлки с подпругой, шлеи, чересседельника, подбрюшника, вожжей и не содержит дуги.  Посторо́нка, постро́нка или постро́мка — ременная или ворвяна́я пристяжь, в конской упряжи: идет от валька или от ваги к гужу, в оглобельной упряжи только у пристяжных, а в дышловой у всех лошадей. Постромки — прочные витые верёвки или ремни, при помощи которых передаётся тяговое усилие лошади (или другого животного) с хомута на вальки. Лошадь тянет за постромки, прикреплённые к хомуту, а оглобли служат для поворотов и сдерживания повозки на спусках. Зачастую используются укороченные оглобли, прикрепляемые не к хомуту, а к седёлке (крытой кожей подушке, служащей опорой для чересседельника (ремня, протягиваемого от одной оглобли к другой)). Для более лёгких повозок используется также шорочная запряжка, где вместо хомута используют шорку.  Шорка — приспособление, надеваемое на грудь лошади, предназначенное для передачи тягового усилия лошади через постромки на повозку (или сани).

### Постромочно-дышловая запряжка
Постромочно-дышловая парная (для двух лошадей) запряжка состоит из постромков, дышла, уздечки, хомута.  Дышло — одиночная оглобля в парной упряжи (одна между двумя лошадьми). Комель (толстая часть) дышла присоединён к поворотному передку (или единственной оси) повозки (или прикреплён к саням). Вершина дышла присоединена ремнями (гужами) к хомутам. Дышло поворачивает передок и везёт за собою всю повозку. Тяга обычно осуществляется через постромки.

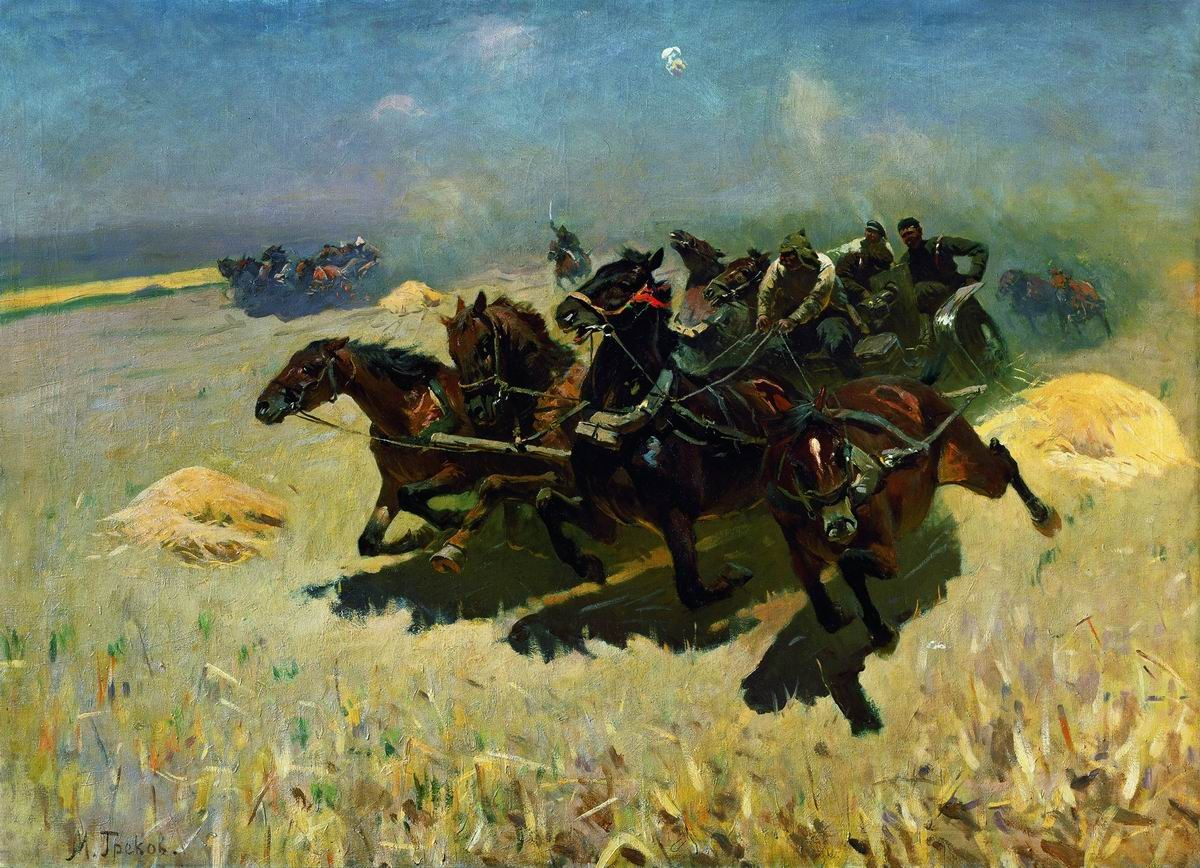
Тачаночная запряжка. Дышло в центре; конец ваги справа

Дышло также используется в четвёрке в ряд (так называемой тачаночной запряжке, в античности — квадриге), где средние лошади запрягаются в дышло, а крайние (пристяжные) тянут за постромки, прикреплённые в концам ваги.

### Постромочная запряжка

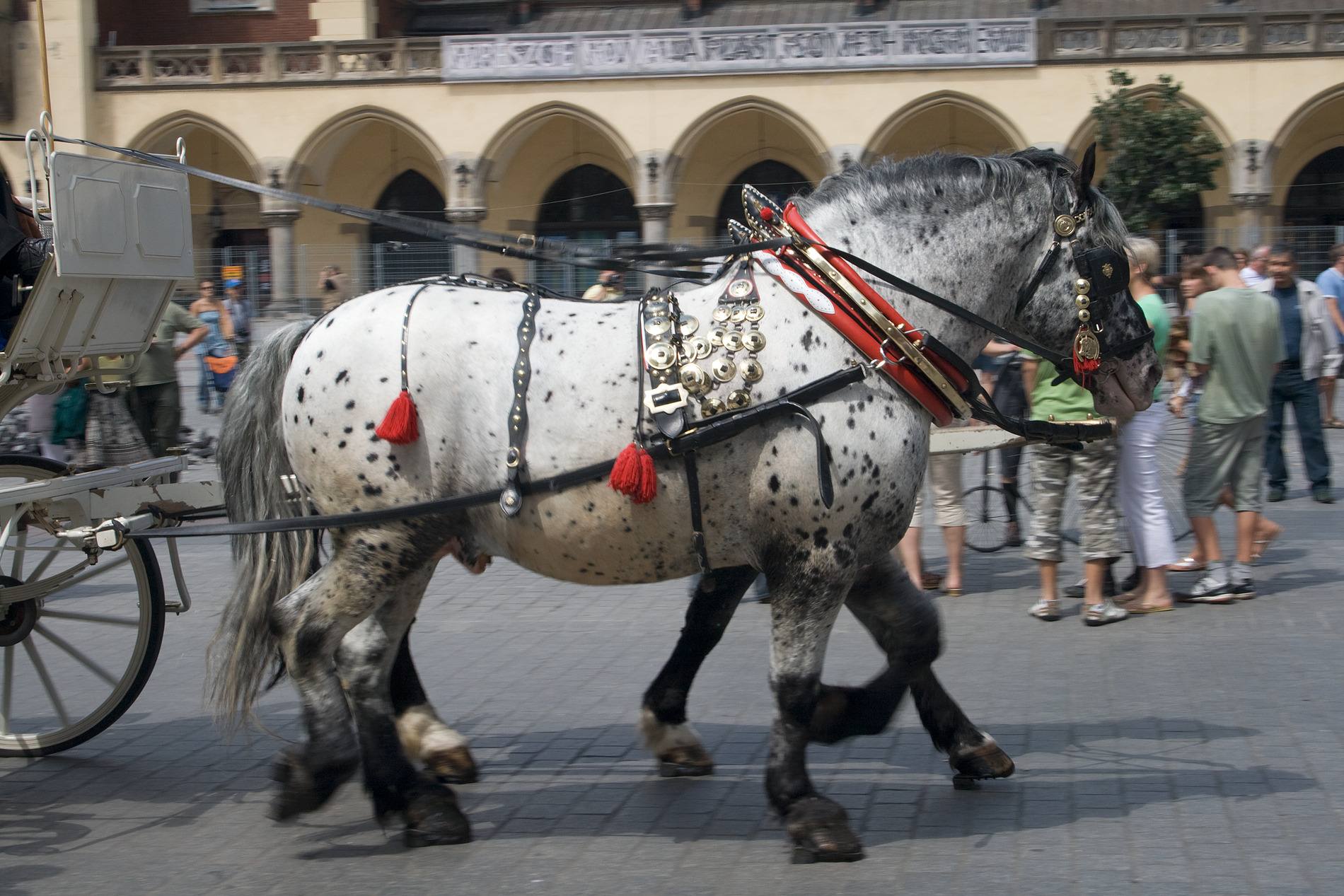
Постромочная запряжка с хомутом

Постромочная запряжка использует постромки, не содержит оглобель и дышла, не позволяет сдерживать повозку и потому используется при сельскохозяйственных работах или с повозками, оборудованными тормозом.

### Комбинированная запряжка

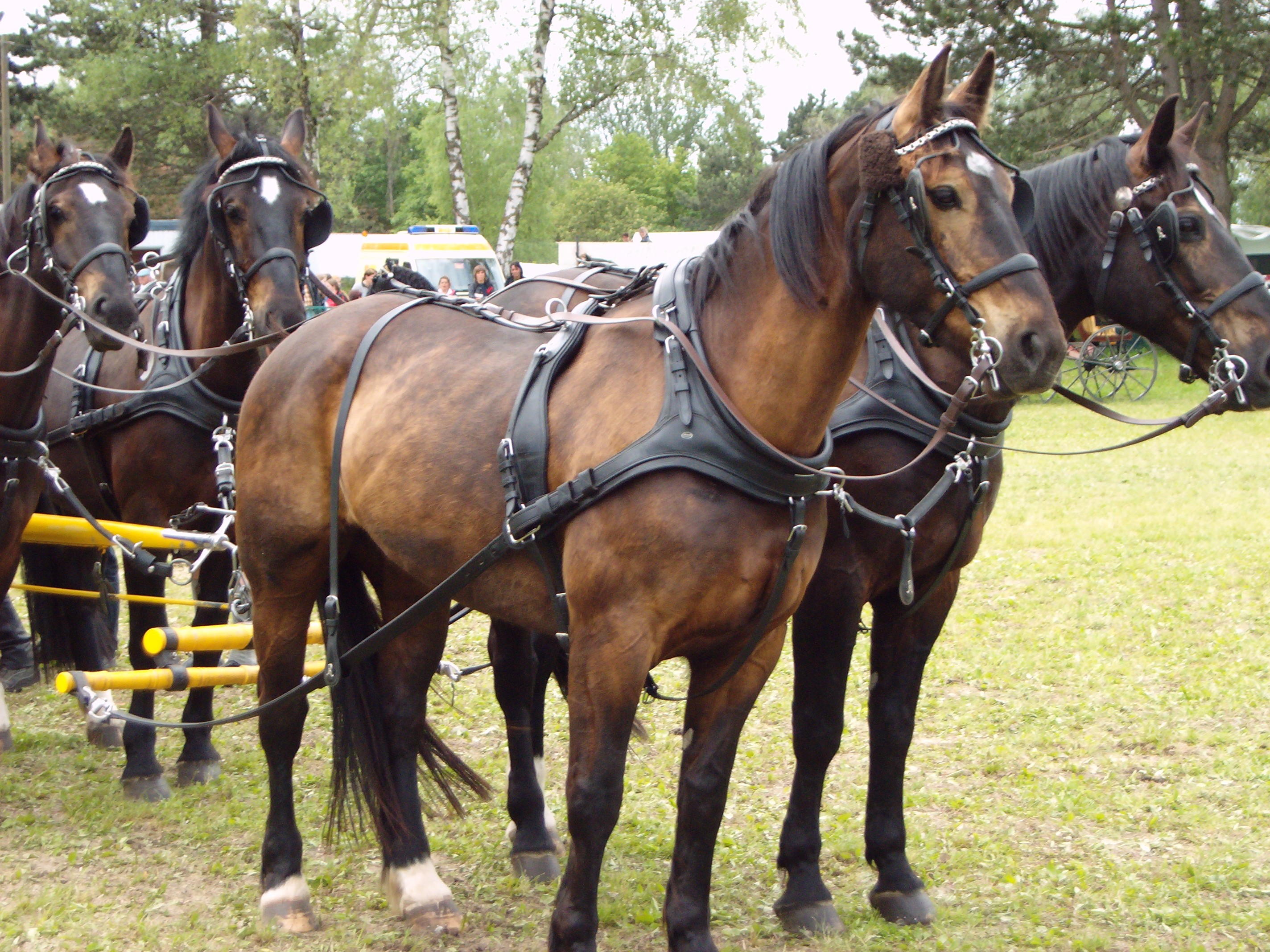
Четыре лошади, запряжённые цугом. Вершина дышла видна между двумя задними лошадями (называемыми коренниками)

Комбинированная запряжка представляет собой сочетание оглобельной или дышловой запряжки с постромочной. Используется в случае большого числа лошадей. Названия лошадей по их роли в комбинированной запряжке:
- коренник — лошадь, запряжённая в оглобли или припряжённая к дышлу. Используются не только для тяги и поворота, но и для сдерживания повозки. В качестве коренников используют лошадей более рослых и массивных;

- пристяжная лошадь — лошадь, расположенная рядом с коренником в паре, тройке или тачаночной запряжке. Припрягается с помощью постромков, тянет вперёд и участвует в поворачивании повозки;

- выносная лошадь — лошадь, припряжённая впереди коренника постромками и тянущая вперёд.

### Цуг

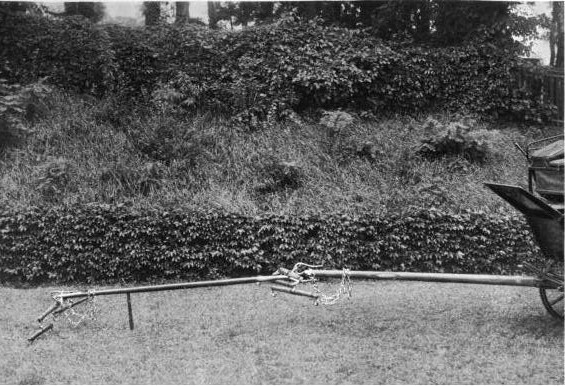
Запряжка для шести лошадей цугом

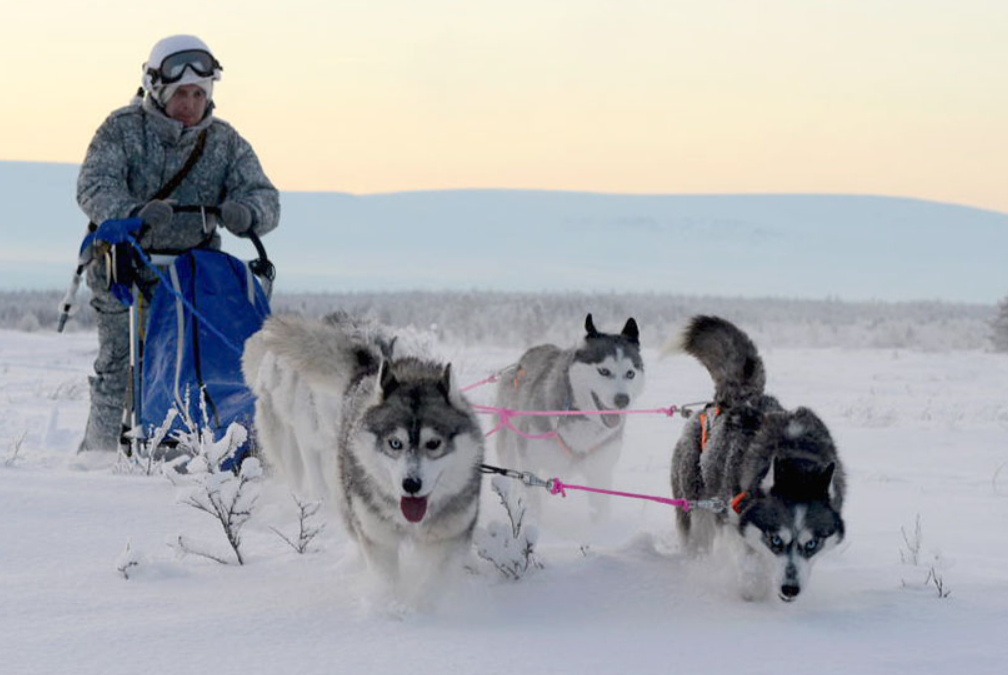
Разведчики Северного флота на учениях с ездовыми собаками.

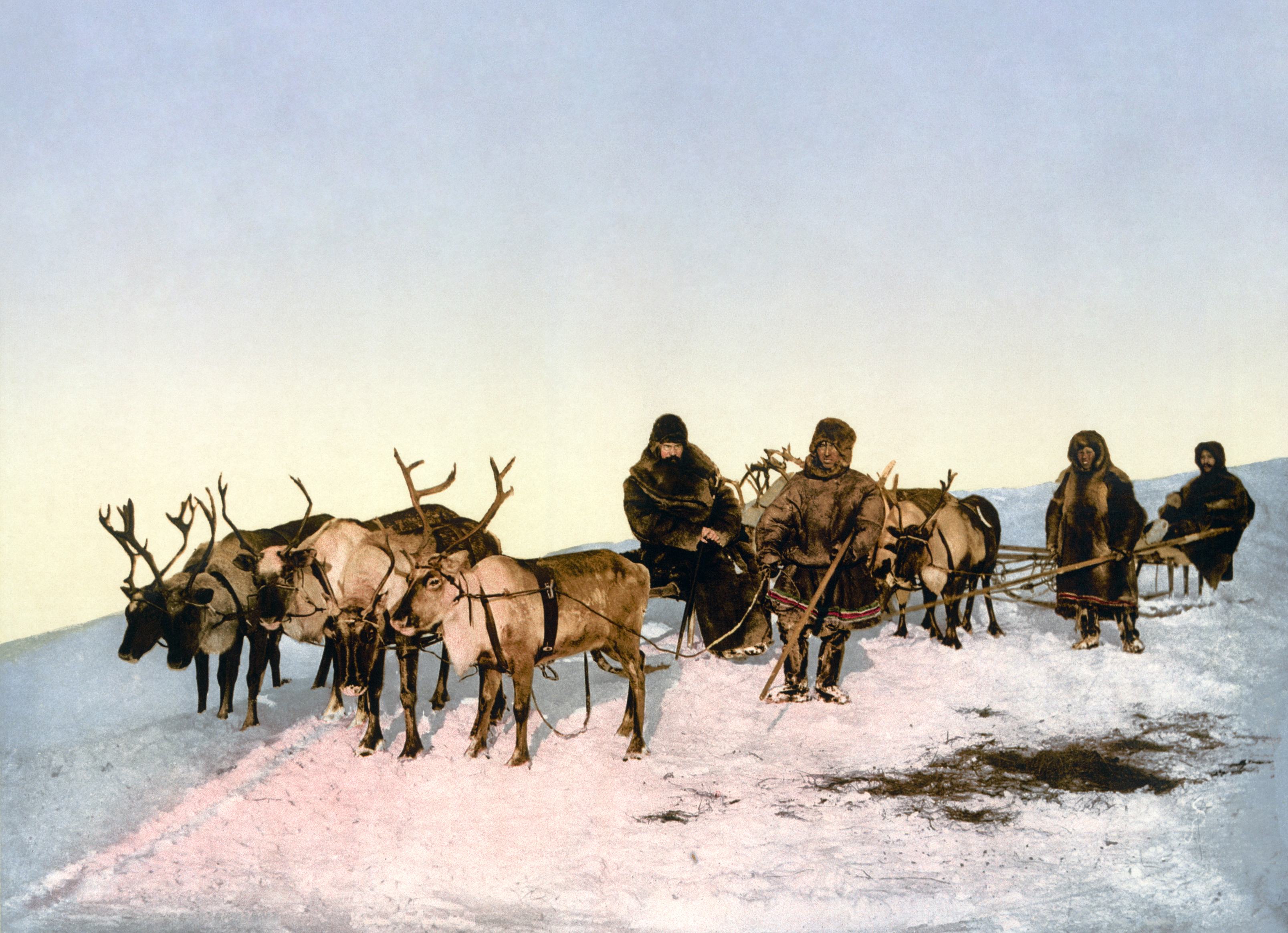
Оленьи упряжки и нарты, снимок 1890 — 1900 годов.

Цуг (нем. Zug «вереница; друг за другом, поезд»), также запряжка «гусём» — вид упряжки, в которой лошади идут друг за другом по одной  либо парами. При запряжке цугом пар лошадей используется дышло, к которому припрягаются одна или (в случае шести или более лошадей) две пары лошадей — коренников; остальные лошади — выносные. Выносная постромка от коренной лошади, при зимней езде гусём — подкоре́нка.

## Собаки и олени

### Собачья упряжка
Передовая собака в упряжке знает команды: пошёл, право, лево, стой, остальные собаки пристяжные. В упряжь собачьей нарты впрягают не́чет, от 5 до 11 собак. Упряжь собачьей нарты, почти та же, что и конская: лямка, с одной постромкой под брюхом, а вожжей нет вовсе. Клади на каждую до трёх пудов. Упряжка собачьей нарты с кормом, бегут в сутки сто верст и более. В день собачья упряжка способна преодолеть расстояние в 40 — 60 километров при скорости 10 — 12 км/ч. Езда на собаках обладает рядом преимуществ перед ездой на оленьих упряжках, поскольку собакам не нужен подножный корм, что особенно важно при перемещении по льду или арктическим пустыням. Также ездовых собак можно кормить мясом павших животных, что стало преимуществом экспедиции Амундсена к Южному полюсу перед экспедицией Скотта, использовавших в качестве гужевых животных шетлендских пони.

### Оленья упряжка
Для езды и перевоза клади на оленях используется нарта, для упряжи в неё предусмотрены: кожаная шлебка, лямка или по́дер на шее животного, от неё, под брюхом и меж задних ног, пропущена одна постромка, сса, к чурке (вальку), привязанной к головкам нарты, или к чуркам, а от неё к чункам. Обычно в упряжке три, или четыре оленя, крайний слева или передний, вожак, пущен на четверть подлиннее, от рогов его идёт одна возжа (уткел, метыне), прочие бегут так, вольно; погоняют оленей шестиком (шестом). На быка (самца) полагают 8 пудов клади, на важенку (самку) — 6.

## Специализация
В зависимости от назначения ранее существовала широкая специализация запряжек в разные эпохи у различных народов. Тип упряжи, количество и качество запряженных животных, устройство, внутренний и внешний вид повозок, седельных кабин (на слонах) и другое имели чрезвычайное разнообразие и определялись многими обстоятельствами. Среди них главные: 

— характер выполняемых работ;

— церемониальные функции;

— подчеркивание статуса владельца.
Отдельно выделяются запряжки предназначеные для ведения боевых действий и обслуживания армейских нужд.

## Показатель статуса

### Российская империя
Социальное положение и уровень доходов в определенные периоды российской истории определяли количество и качество упряжных лошадей, тип упряжки, а также размеры, стоимость, интерьер и внешний вид экипажа. Людям родовитым и состоятельным, высокопоставленным военным и чиновникам полагалось иметь  
«собственный выезд» с собственными же кучерами и слугами на запятках. Это подчеркивало престиж и указывало на статус владельца.
Право первоочередного проезда имел экипаж владельца, имеющего более высокий статус. Из этого правила были исключения: все проезжающие обязаны были уступать дорогу экипажам государственного курьера и почты, пожарным каретам.

«Знатность и достоинство… часто тем умаляется, когда убор и прочей поступок тем не сходствует… того ради напоминаем мы милостиво, чтоб каждый такой наряд, экипаж… имел, как чин и характер его требует»— Петр I
В царствование Павла I было запрещено ввозить в Россию иностранные кареты. На приобретение экипажа «из Европы» требовалось личное разрешение императора.   
В XVIII веке Екатерина II издала указ, в котором устанавливалось четкое соответствие социального положения человека его средствам передвижения. Положениями указа определялось, кто в каком экипаже может ездить и сколько лошадей запрягать. Чем выше положение в «Табеле о рангах», тем значимее экипаж. Например, чиновники 1- и 2-го классов и генералы должны были ездить только цугом при запряженных шестью-десятью лошадьми экипажах и при форейторах. Чиновники 3-, 4- и 5-го классов ехали тоже цугом, но без форейторов. Чем ниже звание, тем меньше лошадей. Лицам, обладающим доходами, но не имеющим чина, пользоваться несколькими лошадьми в упряжке не дозволялось. Нарушителей установленных норм ждало суровое наказание.
В первой половине XIX века правила пользования экипажами стали демократичнее, а упряжки — менее помпезным. С разрешением частного извоза появился «общественный транспорт», когда за определенную денежную сумму извозчик доставлял пассажиров по указанному адресу. С обнищанием части родовитого дворянства и появлением зажиточных купцов и промышленников вид лошадей и экипажей говорил теперь уже о финансовой состоятельности владельца